# 황색종
황색종(黃色腫, 영어: xanthoma)은 피부에 리포단백질을 잡아먹는 대식세포가 집합되어있는 노란색의 혹덩이다. 황색 콜레스테롤이 많이 함유된 물질이 퇴적된 것으로, 다양한 질병 상태에 놓인 신체 어디에서나 볼 수 있다. 고지혈증과 함께 일어나며, 빈도는 적지만 당뇨병에서 발병하는 경우도 있다.

## 분류
- 결절 황색종
- 결절성 발진 황색종
- 발진 황색종
- 수장 황색종
- 안검 황색종
- 편평 황색종
- 힘줄 황색종

## 치료
- 액체질소요법
- 고지혈증에 대한 치료
- 절제

## 같이 보기
- 황색판종